# Svenska Superligan för damer
Svenska Superligan är sedan säsongen 2012/2013 Sveriges högsta division i innebandy för damer.

## Historia

### Säsongerna 1997/1998-2005/2006
Elitserien i innebandy för damer startade säsongen 1997/1998, och ersatte då de Division I-grupper som spelades säsongerna 1993/1994-1996/1997 där de bästa lagen i varje grupp har gått vidare till SM-slutspel. Säsongerna 1997/1998-2005/2006 var damernas Elitserie uppdelad i två serier - Elitserien Norra och Elitserien Södra. I varje serie spelade åtta lag som möttes i dubbelmöten, totalt 14 omgångar. Efter årsskiftet delades serierna upp i Superelit och Allsvenskan, de fyra bästa lagen i grundserierna gick till Superelit och de fyra sämsta till Allsvenskan. De sex bästa lagen i Superelit gick till kvartsfinal i slutspelet medan sjuan och åttan mötte de två bästa lagen i Allsvenskan i åttondelsfinal. I SM-slutspelet avgörs det vilket lag som vinner SM för damer. De två sämsta lagen i Allsvenskan blev nedflyttade till division 1 och de lag som blev femma och sexa får kvala för att hänga kvar i Elitserien.

### Säsongerna 2006/2007-2011/2012
Säsongen 2006/2007 fick damerna en enhetlig Elitserie. I den nya serien fanns det 14 lag där de åtta bästa gick till slutspel. Det sista laget flyttades ner till division 1 och det näst sista gick till Kvalserien där de fick spela om sin plats i Elitserien.

### Säsongen 2012/2013-
Inför säsongen 2012/2013 ändrades namnet till Svenska Superligan även på damsidan.